# Peter G. Torkildsen

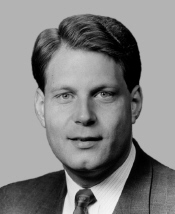
Peter G. Torkildsen

Peter Gerard Torkildsen (* 28. Januar 1958 in Milwaukee, Wisconsin) ist ein US-amerikanischer Politiker. Zwischen 1993 und 1997 vertrat er den Bundesstaat Massachusetts im US-Repräsentantenhaus.

## Werdegang
Peter Torkildsen besuchte bis 1980 die University of Massachusetts in Amherst. Danach studierte er bis 1990 politische Wissenschaften an der John F. Kennedy School of Government, die zur Harvard University gehört. Zwischen 1982 und 1984 arbeitete Torkildsen als Koordinator der Visiting Nurse Association in Boston. Gleichzeitig begann er als Mitglied der Republikanischen Partei eine politische Laufbahn. Zwischen 1985 und 1990 saß er als Abgeordneter im Repräsentantenhaus von Massachusetts. In den Jahren 1988, 1996 und 2008 war er Delegierter zu den jeweiligen Republican National Conventions. Von 1991 und 1992 war er in Massachusetts Staatsbeauftragter für Arbeit und Industrie.
Bei den Kongresswahlen des Jahres 1992 wurde Torkildsen im sechsten Wahlbezirk von Massachusetts in das US-Repräsentantenhaus in Washington, D.C. gewählt, wo er am 3. Januar 1993 die Nachfolge von Nicholas Mavroules antrat. Nach einer Wiederwahl konnte er bis zum 3. Januar 1997 zwei Legislaturperioden im Kongress absolvieren. Er galt als eher konservativer Abgeordneter.
1996 wurde Peter Torkildsen nicht wiedergewählt. Zwei Jahre später scheiterte er mit einer erneuten Kongresskandidatur. Zwischen 2001 und 2003 war er Mitglied der Massachusetts Labor Relations Commission. Danach fungierte er als geschäftsführender Direktor des Workforce Investment Board in Massachusetts. Zwischen 2007 und 2009 war er Vorsitzender der Republikanischen Partei auf Staatsebene. Ansonsten ist er als privater Geschäftsmann tätig.